# آتسوکی یاماناکا
آتسوکی یاماناکا (ژاپنی: 山中 惇希؛ زادهٔ ۶ مهٔ ۲۰۰۱) یک بازیکن فوتبال اهل ژاپن است.
از باشگاه‌هایی که در آن بازی کرده‌است می‌توان به باشگاه فوتبال تسپاکوستاسو گونما اشاره کرد.